# Gaviotín Rock
Der Gaviotín Rock (spanisch Islote Gaviotín, im Vereinigten Königreich Gull Rock) ist ein Klippenfelsen der Joinville-Inseln vor der nordöstlichen Spitze der Antarktischen Halbinsel. Er ragt 400 m vor den küstennahen Eiskliffs der Joinville-Insel im Larsen-Kanal auf.
Der Name des Felsens ist erstmals auf einer argentinischen Landkarte aus dem Jahr 1957 verzeichnet. Die vom UK Antarctic Place-Names Committee 1964 vorgenommene Übersetzung orientiert sich fälschlich am spanischen gaviota für Möwe (englisch gull), während gaviotín ein in Argentinien gebräuchlicher Terminus für die Fluss-Seeschwalbe ist. Das Advisory Committee on Antarctic Names übertrug die Benennung 1965 daher in direkterer Form ins Englische.